# 예니셰인

예니셰인의 기

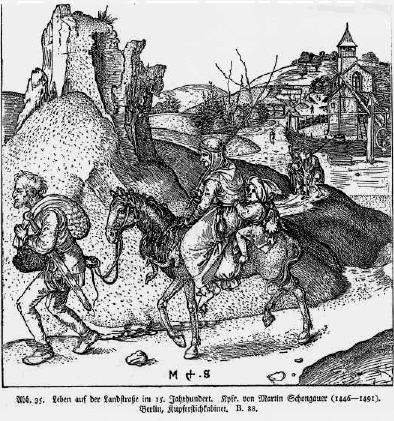
15세기 때의 예니셰

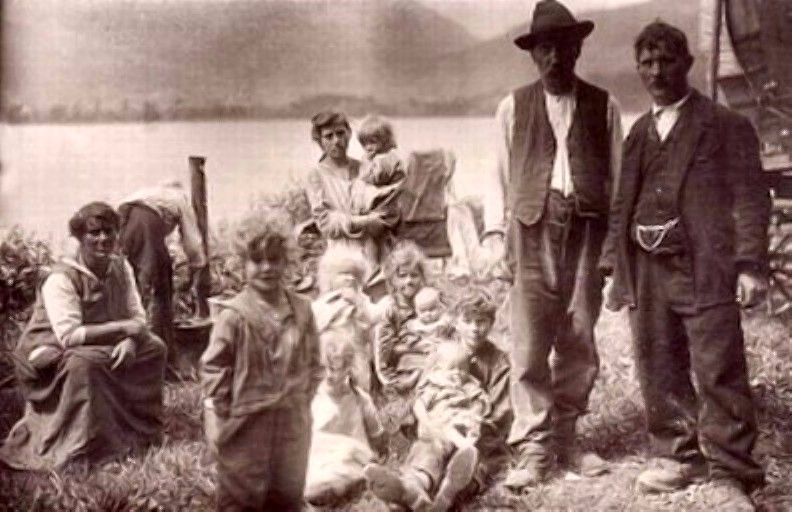
스위스 라우에르츠호(Lauerzersee) 인근의 예니셰 (1928년)

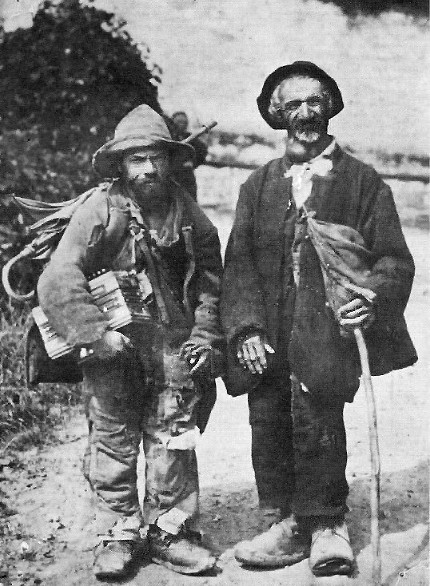
스위스 무오타탈(Muotathal)의 두 예니셰인 (1890년대)

예니셰(독일어: Jenische, 프랑스어: Yéniche)는 주로 독일, 오스트리아, 스위스, 프랑스 일부에 거주하는 유럽에서 세 번째로 큰 방랑민족이다. 예니셰인들은 서유럽에서 가장 지리적으로 널리 퍼져 있는 집단이다. 19세기 중반과 20세기에 들어서는 대부분 정착생활을 하게 되었다.
예니셰인들은 롬인의 범주로 정의되기도 하지만, 집시와 문화적으로 다르며, 별개의 집단으로 간주된다. 오늘날 집시의 조상이 북인도계열이라는 것이 밝혀졌지만, 예니셰인들의 기원은 그다지 명확하지 않다. 이들은 롬인에 비하여 피부가 흰 이유로 "하얀 집시"("독일어: weiße Zigeuner") 등으로 불리기도 하였다. 그들은 고유의 예니셰어를 사용한다.

## 기원
예니셰인의 기원에 대해서는 여러 가설이 있다. 그 중 하나는 유럽 근세에 들어서 사회적으로 배제된 가난한 부랑민들이 모여 19세기경 하나의 민족집단을 형성했다는 가설이다. 예니셰인들 스스로는 자신들이 켈트족 부족인 헬베티족의 후손이라고 주장한다.

## 명칭
"Yenishe"로 표기되는 집단은 주로 프랑스와 벨기에 등에 거주하는 반면, "Jenische"로 표기되는 집단은 독일, 오스트리아, 스위스 등에 거주한다. 예니셰(Jenishe)인들은 특히 독일의 라인란트 주변에 집중되어 있다. 네덜란드에서는 "Reizigers" 또는 "Woonwagenbewoners"라 부른다.

## 독일의 예니셰

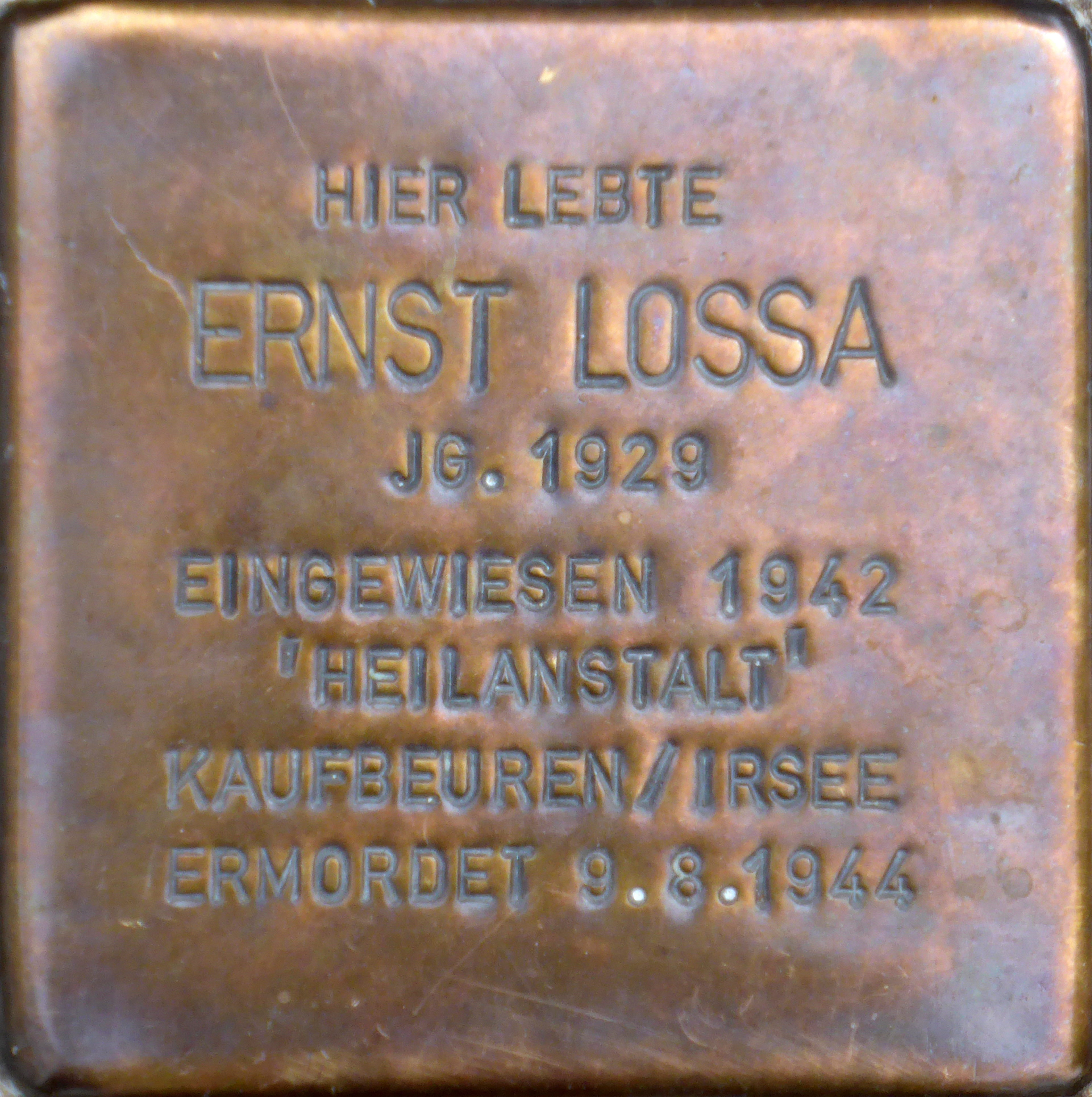
홀로코스트로 희생된 예니셰 에른스트 로사에 대한 슈톨퍼슈타인.

독일의 많은 예니셰는 19세기 후반에 들어서 정착생활을 하기 시작했다. 프로이센 왕국은 1842년 각 행정구역별로 시민권이 없는 영구정착민에게 사회 복지를 제공해야한다는 법을 도입하였고, 그 결과로 예니셰의 정착을 막으려는 혐오 범죄가 일어났다.  독일인들은 예니셰, 신티, 롬인 등이 거주하는 정착지를 "집시 정착지(독일어: Zigeunerkolonien)"라 비하하였고 그들을 쫓아내기 위해 물리적 폭력 등 온갖 괴롭힘을 동원하였다. 그럼에도 불구하고 19세기 후반에 들어서 정착생활을 하던 예니셰들은 점차 족내혼을 그만두고 독일인으로 흡수되었다. 정착생활을 거부한 예니셰들은 캐러밴에서 생활하였다.
1933년, 나치 독일에서 집시에 대한 박해가 시작되었다. 이 박해는 집시뿐만 아니라 "집시처럼 사는 부랑민들 (nach Zigeunerart umherziehende Landfahrer)" 또한 목표로 삼았고, 예니셰도 그 중 하나였다. 유랑민족들은 부헨발트, 다하우, 작센하우젠, 노이엔가메 등 강제 수용소에 수용하기로 계획되었다. 나치 독일은 예니셰 가구를 "부랑인 가구 기록(독일어: Landfahrersippenarchiv)"에 등록하기 시작했지만 제2차 세계대전에서 항복함에 따라 미완성으로 끝났다.
수많은 롬인이 홀로코스트로 희생당한 것과는 달리 예니셰는 적은 피해를 입었다. 쾰른에서는 예니셰 5명이 수용소로 강제이송 당했고, 네덜란드의 "Woonwagenbewoners" 279명이 1944년 강제이송 당했다. Lewy(2001)에 따르면 1939년 예니셰 여성 한명이 강제이송 당했으며, 에른스트 로사(독일어: Ernst Lossa, 1929년-1940년)라는 예니셰는 정신 질환을 앓고있다는 이유로 안락사 당했다. 예니셰에 대한 박해는 2012년 베를린에 세워진 "국가사회주의로 학살된 신티와 유럽 롬인을 위한 기념물(독일어: Denkmal für die im Nationalsozialismus ermordeten Sinti und Roma Europas)에 언급되어 있다.

## 스위스의 대 예니셰 정책
1970년대까지 스위스 연방 정부는 예니셰들을 정신이상자 집단으로 간주하고 그들의 어린이들을 "정상적인 스위스 국민"으로 만들기 위한 예니셰 문화말살정책을 연방 정부의 준공식적인 정책으로 시행하였다. 이 프로그램의 이름은 "Kinder der Landstrasse"로 불렸으며 2천명이 넘는 예니셰 어린이들이 그들의 부모로부터 격리되어 고아원, 정신요양시설, 심지어 감옥 등에서 훈육을 받았다. 스위스 연방 정부가 이런 프로그램을 지원한 증거들은 현재 국가 기밀로 부쳐져 있기 때문에 2050년경에 기밀 해제될 예정이다. 현재 대략 3만 5천명의 예니셰인들이 스위스에 거주하고 있고, 그 대부분이 그라우뷘덴 주에 거주하고 있다. 이들 중에 오직 5000명 가량만이 전통적인 방랑생활을 유지하고 있다.